# Jennings (Florida)
Jennings ist eine Stadt im Hamilton County im US-Bundesstaat Florida. Das U.S. Census Bureau hat bei der Volkszählung 2020 eine Einwohnerzahl von 749 ermittelt.

## Geographie
Jennings liegt rund 15 km nordwestlich von Jasper. Tallahassee liegt etwa 120 km und Jacksonville 150 km entfernt.

## Demographische Daten
Laut der Volkszählung 2010 verteilten sich die damaligen 878 Einwohner auf 308 Haushalte. Die Bevölkerungsdichte lag bei 186,8 Einw./km². 40,5 % der Bevölkerung bezeichneten sich als Weiße, 32,2 % als Afroamerikaner, 1,6 % als Indianer und 0,2 % als Asian Americans. 20,8 % gaben die Angehörigkeit zu einer anderen Ethnie und 4,6 % zu mehreren Ethnien an. 44,8 % der Bevölkerung bestand aus Hispanics oder Latinos.
Im Jahr 2010 lebten in 41,9 % aller Haushalte Kinder unter 18 Jahren sowie 28,1 % aller Haushalte Personen mit mindestens 65 Jahren. 70,8 % der Haushalte waren Familienhaushalte (bestehend aus verheirateten Paaren mit oder ohne Nachkommen bzw. einem Elternteil mit Nachkomme). Die durchschnittliche Größe eines Haushalts lag bei 3,31 Personen und die durchschnittliche Familiengröße bei 3,86 Personen.
36,0 % der Bevölkerung waren jünger als 20 Jahre, 25,6 % waren 20 bis 39 Jahre alt, 22,2 % waren 40 bis 59 Jahre alt und 16,2 % waren mindestens 60 Jahre alt. Das mittlere Alter betrug 29 Jahre. 53,0 % der Bevölkerung waren männlich und 47,0 % weiblich.
Das durchschnittliche Jahreseinkommen lag bei 30.865 $, dabei lebten 31,2 % der Bevölkerung unter der Armutsgrenze.
Im Jahr 2000 war Englisch die Muttersprache von 75,32 % der Bevölkerung und spanisch sprachen 24,68 %.

## Sehenswürdigkeiten
Am 10. Januar 2008 wurde die Jennings High School in das National Register of Historic Places eingetragen.

## Verkehr
Jennings wird von der Interstate 75 und dem U.S. Highway 41 (SR 25) durchquert. Die nächsten Flughäfen sind der in Georgia gelegene Valdosta Regional Airport (rund 30 km nordwestlich) sowie der Gainesville Regional Airport (rund 140 km südlich).

## Kriminalität
Die Kriminalitätsrate lag im Jahr 2010 mit 356 Punkten (US-Durchschnitt: 266 Punkte) im durchschnittlichen Bereich. Es gab zwei Raubüberfälle, sechs Körperverletzungen, zehn Einbrüche, 13 Diebstähle und zwei Autodiebstähle.

## Söhne und Töchter der Stadt
- Andrew Prine (1936–2022), Schauspieler
- Kevin McClain (* 1996), US-amerikanisch-deutscher Basketballspieler